# Darvoy
Darvoy és un municipi francès, situat al departament del Loiret i a la regió de Centre – Vall del Loira. L'any 2007 tenia 1.849 habitants.

## Demografia

### Població
El 2007 la població de fet de Darvoy era de 1.849 persones. Hi havia 718 famílies, de les quals 158 eren unipersonals (83 homes vivint sols i 75 dones vivint soles), 246 parelles sense fills, 278 parelles amb fills i 36 famílies monoparentals amb fills.
La població ha evolucionat segons el següent gràfic:
Habitants censats

### Habitatges
El 2007 hi havia 792 habitatges, 734 eren l'habitatge principal de la família, 19 eren segones residències i 39 estaven desocupats. 781 eren cases i 11 eren apartaments. Dels 734 habitatges principals, 637 estaven ocupats pels seus propietaris, 83 estaven llogats i ocupats pels llogaters i 14 estaven cedits a títol gratuït; 2 tenien una cambra, 30 en tenien dues, 110 en tenien tres, 197 en tenien quatre i 395 en tenien cinc o més. 639 habitatges disposaven pel capbaix d'una plaça de pàrquing. A 289 habitatges hi havia un automòbil i a 409 n'hi havia dos o més.

### Piràmide de població
La piràmide de població per edats i sexe el 2009 era:
| Homes | Edats   | Dones |
| ----- | ------- | ----- |
| 0     | 95 o +  | 0     |
| 4     | 90 a 94 | 4     |
| 4     | 85 a 89 | 12    |
| 8     | 80 a 84 | 4     |
| 24    | 75 a 79 | 24    |
| 32    | 70 a 74 | 40    |
| 44    | 65 a 69 | 28    |
| 36    | 60 a 64 | 64    |
| 40    | 55 a 59 | 44    |
| 80    | 50 a 54 | 76    |
| 64    | 45 a 49 | 60    |
| 84    | 40 a 44 | 60    |
| 68    | 35 a 39 | 80    |
| 52    | 30 a 34 | 68    |
| 40    | 25 a 29 | 32    |
| 44    | 20 a 24 | 40    |
| 40    | 15 a 19 | 68    |
| 92    | 10 a 14 | 56    |
| 56    | 5 a 9   | 84    |
| 52    | 0 a 4   | 48    |

## Economia
El 2007 la població en edat de treballar era de 1.218 persones, 928 eren actives i 290 eren inactives. De les 928 persones actives 876 estaven ocupades (458 homes i 418 dones) i 53 estaven aturades (25 homes i 28 dones). De les 290 persones inactives 146 estaven jubilades, 97 estaven estudiant i 47 estaven classificades com a «altres inactius».

### Ingressos
El 2009 a Darvoy hi havia 746 unitats fiscals que integraven 1.959 persones, la mediana anual d'ingressos fiscals per persona era de 20.201 €.

### Activitats econòmiques
Dels 54 establiments que hi havia el 2007, 1 era d'una empresa extractiva, 1 d'una empresa alimentària, 4 d'empreses de fabricació d'altres productes industrials, 19 d'empreses de construcció, 9 d'empreses de comerç i reparació d'automòbils, 1 d'una empresa de transport, 1 d'una empresa d'hostatgeria i restauració, 1 d'una empresa d'informació i comunicació, 2 d'empreses financeres, 4 d'empreses immobiliàries, 8 d'empreses de serveis i 3 d'empreses classificades com a «altres activitats de serveis».
Dels 17 establiments de servei als particulars que hi havia el 2009, 1 era un taller de reparació d'automòbils i de material agrícola, 4 paletes, 3 guixaires pintors, 3 fusteries, 3 lampisteries, 1 empresa de construcció, 1 perruqueria i 1 restaurant.
Dels 3 establiments comercials que hi havia el 2009, 1 era un hipermercat, 1 una botiga de menys de 120 m² i 1 una llibreria.
L'any 2000 a Darvoy hi havia 28 explotacions agrícoles que ocupaven un total de 945 hectàrees.

## Equipaments sanitaris i escolars
El 2009 hi havia una escola elemental.

## Poblacions més properes
El següent diagrama mostra les poblacions més properes.